# Detroit Street Circuit
Detroitban 1982 és 1984 között a kelet-amerikai nagydíjat, 1985 és 1988 között pedig az amerikai nagydíjat rendezték meg. Egyik versenyen sem történt halálos baleset. 
A Formula–1 mellett rendeztek még CART és Trans-Am versenyeket is. Egy elég lassú pályát alakítottak ki ebben a városban. Itt a versenyzők átlagsebessége alig érte el a 130 km/h-t.